# 吳淳夫
吳淳夫（1572年—1629年），字斯凝，一字复东，號猶三，福建泉州府晉江縣人，晚明政治人物，同進士出身。

## 生平
丙午福建鄉試舉人，萬曆三十八年（1610年）登庚戌科廷试三甲三十九名進士。歷官陝西僉事，以京察罷官。天啟五年（1625年）起兵部郎中，與倪文煥、田吉、李夔龍皆由崔呈秀推薦，成為魏忠賢義子。天啟六年（1626年）冬，擢太僕寺少卿，視職方司事。不久，擢太僕寺卿，歷官工部添注右侍郎。冒領寧錦大捷及重建皇極殿、中極殿、建極殿三殿大工之功，累進工部尚書，加太子太傅。天啟七年（1627年）崇祯帝嗣位，處置閹黨，淳夫、文煥、吉、夔龍等人，按上林苑典簿樊維城、戶部員外郎王守履所言，皆下獄處死。與崔呈秀、田吉、倪文煥、李夔龍等人並稱“五虎”。

## 家族
族祖吴从宪，嘉靖壬戌科进士。父吴如璋。

## 著作
著有《遊鼓山記》等。

## 延伸阅读
[在维基数据编辑]